# Silvio Cosini

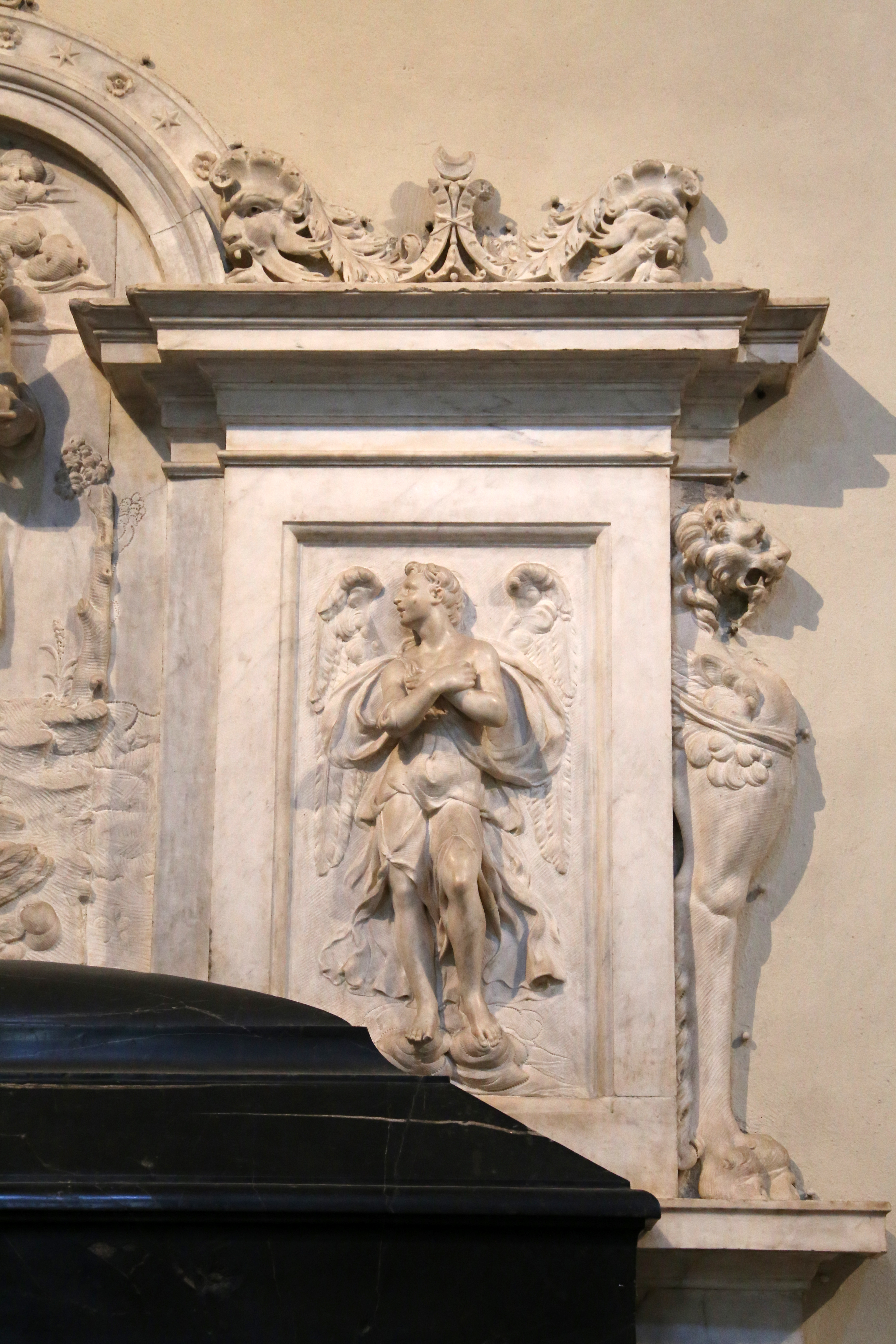
Silvio Cosini, Angelo, Tomba di Antonio Strozzi, Santa Maria Novella, Firenze, 1522

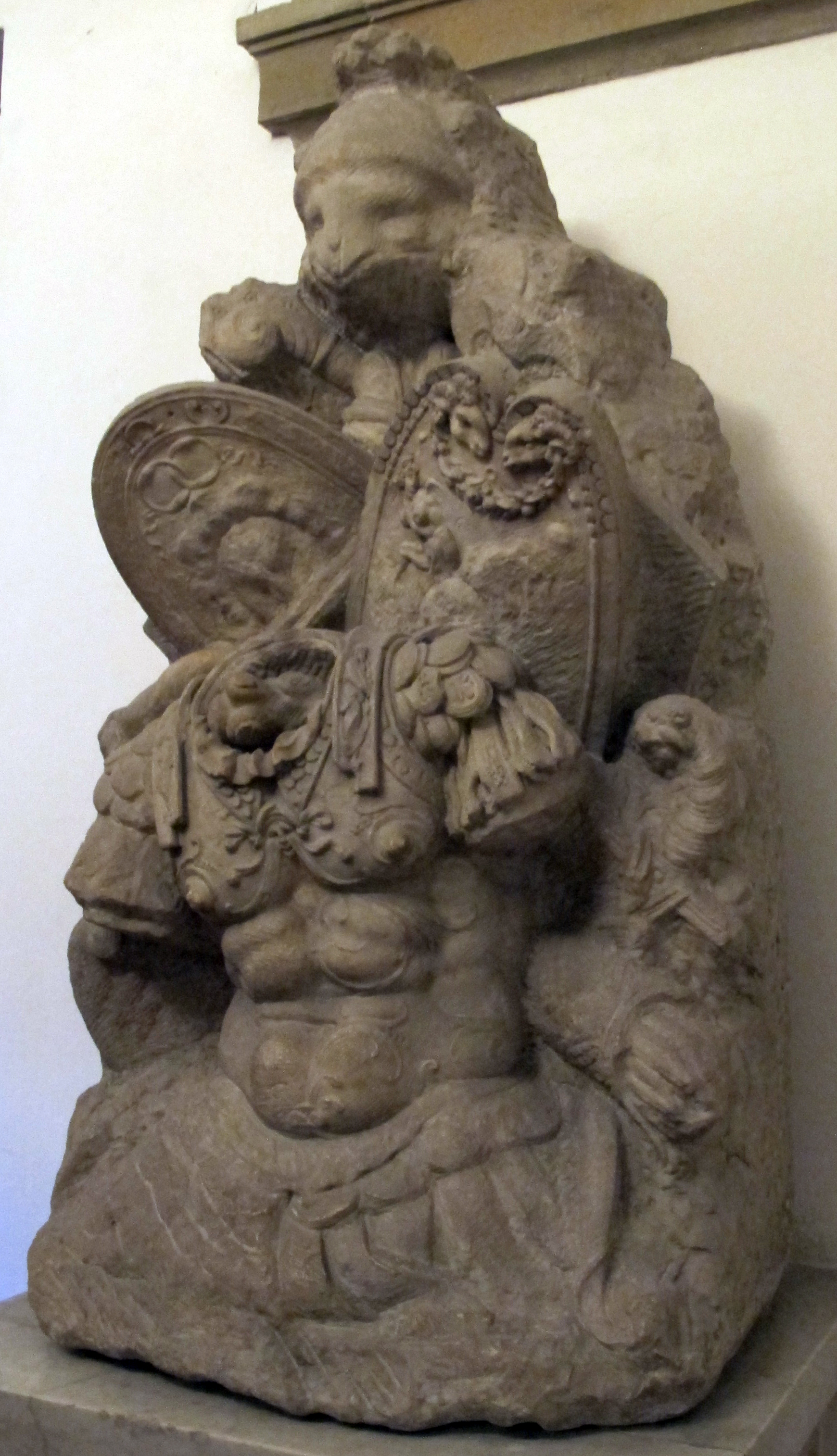
Silvio Cosini, Trofeo, Sagrestia Nuova, Basilica di San Lorenzo, Firenze, 1524

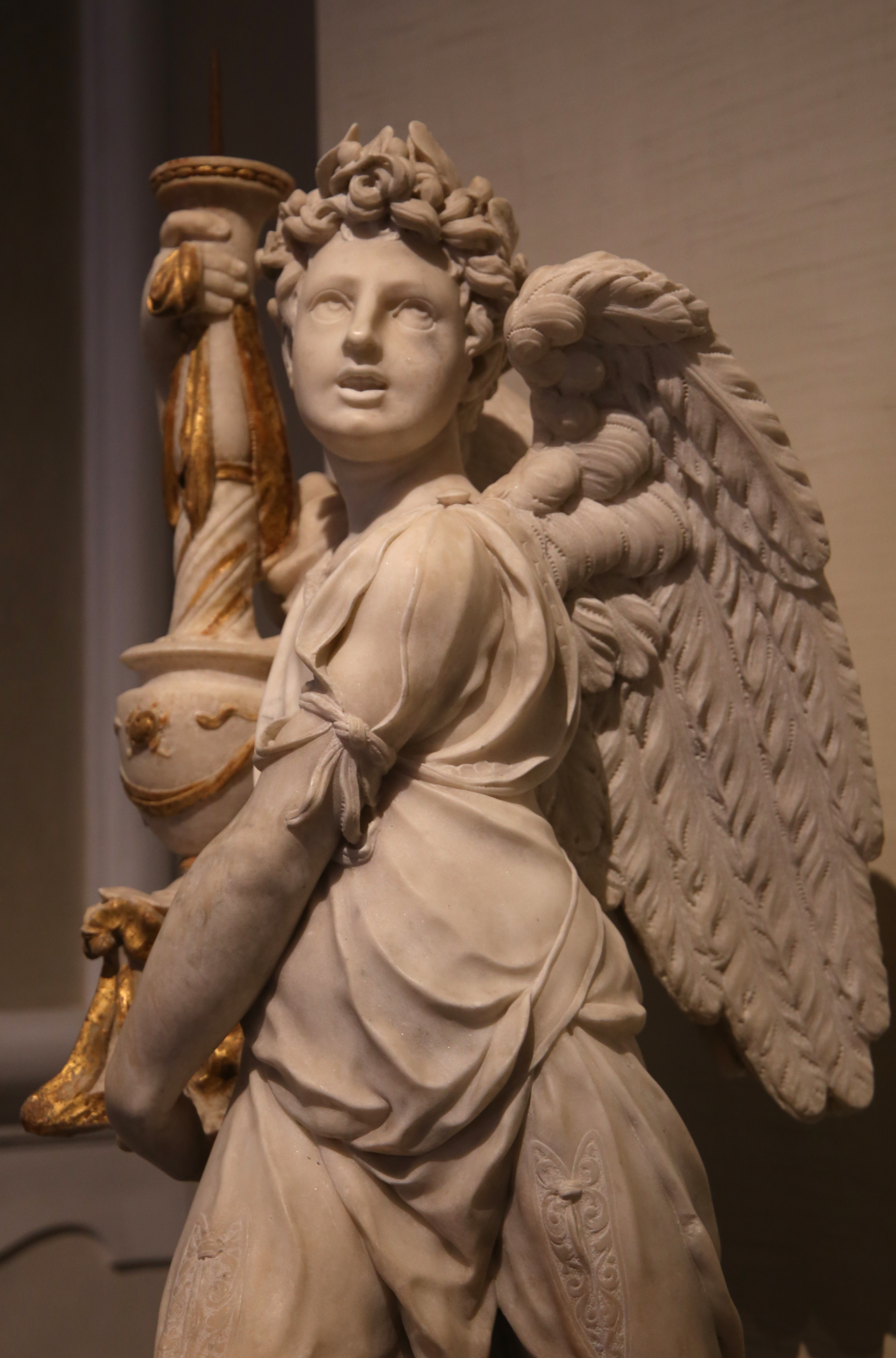
Silvio Cosini, Angelo reggi-candelabro, Museo dell'Opera del Duomo (Pisa), 1528-1530

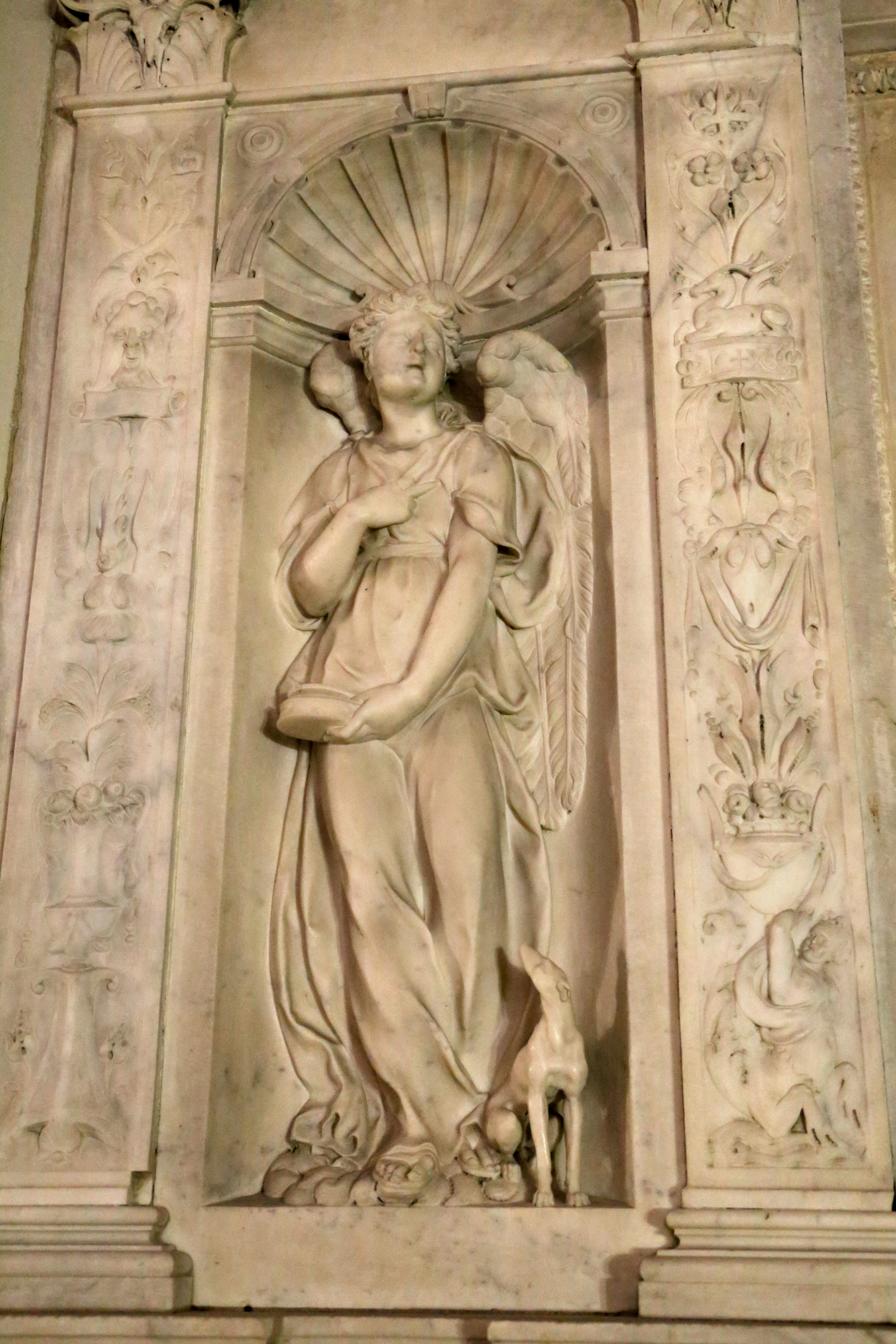
Silvio Cosini, Arcangelo Raffaele, Monumento funebre a Raffaele Maffei, Chiesa di San Lino (Volterra), 1529-1532

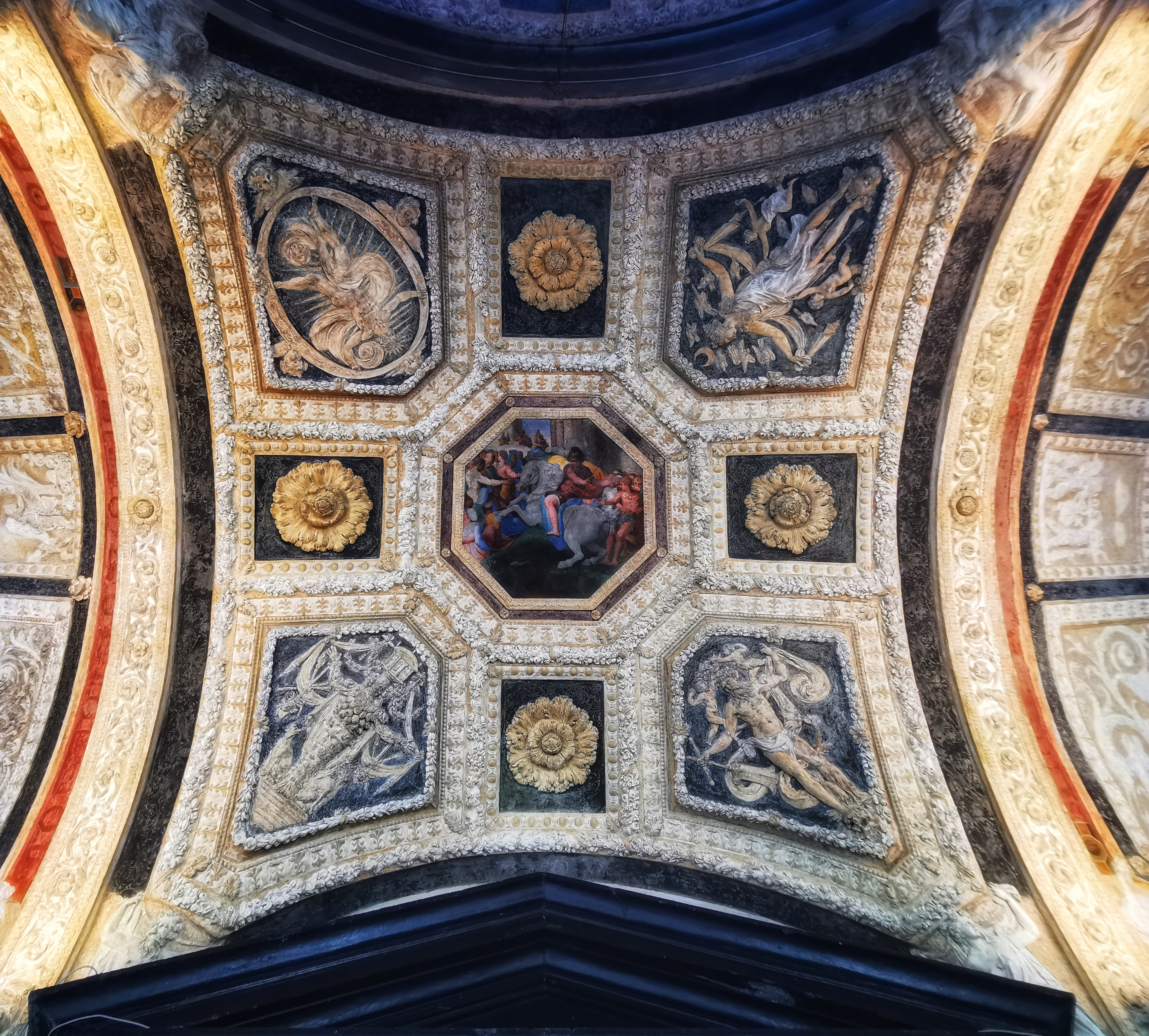
Silvio Cosini, Stucchi, Palazzo Doria a Fassolo, Genova, 1530-1532

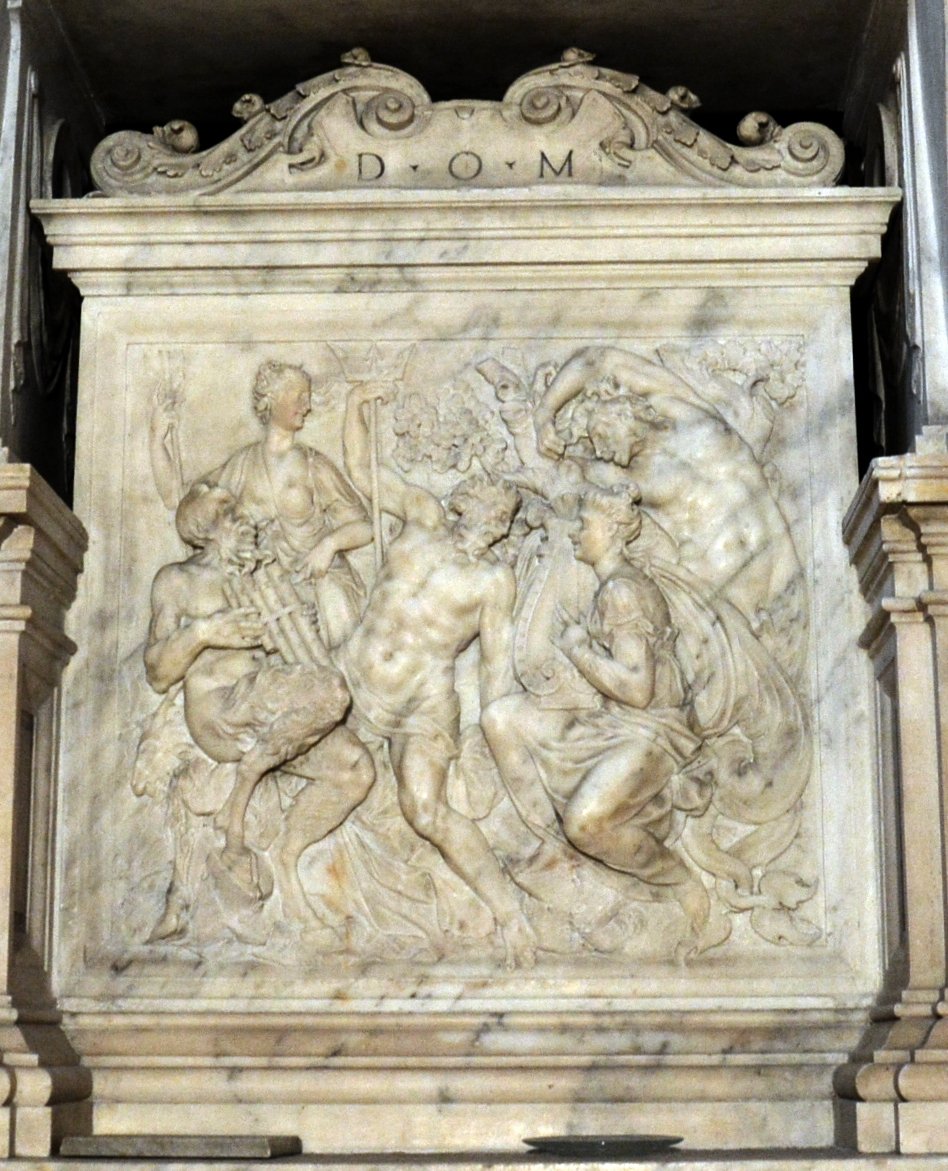
Silvio Cosini, Arcadia, Tomba di Jacopo Sannazaro, Chiesa di Santa Maria del Parto a Mergellina, Napoli, 1539-1540

Silvio Cosini (?, ante-1498 – Milano, 1545) è stato uno scultore italiano. Fu celebre per aver assistito Michelangelo nella decorazione grottesca della Sagrestia Nuova di Firenze. Il suo stile eclettico e bizzarro anticipò gli sviluppi dell'ornamento della seconda metà del Cinquecento. Giorgio Vasari lo definì capriccioso e forse maliastro, senza fermezza, ma anche di bello ingegno e molto destro in ogni cosa.

## Biografia
Notizie sulla nascita
Non si conosce il luogo di nascita di Cosini. Giorgio Vasari lo vorrebbe da Fiesole, Michelangelo lo appellava el pisano, mentre lo scultore si firmava Silvio da Cepparello (antico villaggio presso Poggibonsi). Con ogni probabilità, egli nacque prima della sorella Piera, di cui conosciamo il giorno e l'anno di battesimo (18 ottobre 1498). Ebbe anche un fratello minore, Vincenzo, scultore, che diventò suo assistente almeno dal 1533 . 
Formazione
Fu allievo di Andrea Ferrucci da Fiesole, e collaborò ad alcune opere del maestro. È stato proposto un suo intervento giovanile nella decorazione grottesca delle lesene dell'altare della Cappella Bakócz nella cattedrale di Esztergom in Ungheria, commissionato a Ferrucci dal cardinale Tamás Bakócz tra il 1516 e il 1519. Alternativamente, precedente all'ingresso nella bottega di Ferrucci, è stata  avanzata l'ipotesi che Cosini svolgesse in gioventù l'attività di plasticatore in terracotta invetriata, in collaborazione con la bottega di Andrea della Robbia. Sempre alla sua fase giovanile, è stato assegnato l'esemplare di sinistra della coppia di angeli scolpiti dalla bottega di Ferrucci per la Cattedrale di Volterra (1521). Vasari attesta la partecipazione di Cosini all'esecuzione della Tomba di Antonio Strozzi presso la Basilica di Santa Maria Novella a Firenze (1522-1526). Qui scolpì la Madonna col bambino al centro, l'angelo di destra, le decorazioni grottesche. A lui si devono anche l'assetto generale e il montaggio dell'intera tomba, avvenuto dopo la morte del Ferrucci (1526). I suoi primi lavori sono caratterizzati da una vibrante resa pittorica delle superfici scultoree, e sono influenzati dalla maniera di Jacopo Sansovino e Giovan Francesco Rustici, oltre che dalle sperimentazioni figurative dei pittori suoi coetanei, Pontormo e Rosso Fiorentino, con cui Cosini doveva essere in buoni rapporti di amicizia. Il repertorio iconografico rimane però sempre fedele a quello del maestro e capo bottega Ferrucci. 
Nel cantiere della Sagrestia Nuova
Grazie all'intercessione di Ferrucci, Cosini iniziò la sua collaborazione con Michelangelo alle tombe Medicee della Sagrestia Nuova nella Basilica di San Lorenzo (Firenze). Tra marzo e dicembre 1524, Cosini qui scolpì i capitelli satirici, i mostri marini dei frontoni, e una sezione del fregio di maschere (terminato da Francesco da Sangallo) della Tomba di Lorenzo de' Medici duca di Urbino. Avviò inoltre, senza terminarli, i monumentali trofei, i quali, secondo i disegni iniziali, dovevano ornare gli attici delle tombe . Il prestigioso cantiere della Sagrestia Nuova permise a Cosini di sviluppare le sue doti di ornatista, ed infatti i dettagli decorativi a lui assegnati mostrano una particolare vivacità espressiva, la quale sarebbe diventata una sua insistente cifra stilistica, riconosciutagli, tra gli altri, da Vasari quando scrive "ha passato infiniti e massimamente in bizzarria di cose alla grottesca".  
Forse a causa di una crisi finanziaria della committenza di papa Clemente VII, alla fine del 1524, Michelangelo dovette ripensare i sontuosi progetti originari delle tombe , rallentando perciò i lavori e riducendo le paghe dei suoi assistenti. I trofei assegnati a Cosini furono così lasciati incompiuti, e sono oggi conservati nel corridoio d'ingresso alla Sagrestia.
Tra Firenze, Pisa e Genova
Ritiratosi dai lavori nella Sagrestia Nuova, Cosini si dedicò a nuove commissioni. Iniziò un lungo periodo di peregrinazioni, che lo spinsero dapprima a trasferirsi in altri centri toscani, per poi dirigersi lentamente verso l'Italia Settentrionale. Entro il 1526, portò a compimento la Tomba di Antonio Strozzi, scolpendo i mancanti raccordi decorativi (erme leonine, festoni vegetali, e un mascherone grottesco sommitale). Eseguì poi il Monumento a Ruggero Minerbetti, in Santa Maria Novella, che lo tenne impegnato almeno fino al 1529 . Il Monumento Minerbetti può considerarsi il primo lavoro autonomo di Cosini, e qui egli compì in effetti un ulteriore passo avanti nell'ornamentazione grottesca, eseguendo un'opera dove la decorazione assume un ruolo primario. Parallelamente, tra febbraio 1528 e dicembre 1530, Cosini scolpì, firmandoli, i due angeli reggi-candelabro per la Cattedrale di Pisa , di straordinaria fattura, ricchi di rimandi ai patetismi della scultura ellenistica e iconograficamente debitori dei simili angeli scolpiti da Andrea Sansovino nella coppia di Tombe Sforza-Basso della Rovere, Santa Maria del Popolo, Roma. Come attestano i documenti, in questi anni Cosini si divideva tra Firenze e Pisa, dove aveva preso casa almeno dal 1530. 
Tra la fine degli anni venti e l'inizio degli anni trenta, Cosini è impegnato in due importanti commissioni: il Monumento funebre a Raffaele Maffei, per la Chiesa di San Lino a Volterra; l'altare per il Santuario della Madonna delle Grazie di Montenero (Livorno). Le due opere sono simili nella struttura, di ispirazione quattrocentesca, e nel ricorso ad un simile repertorio di vivaci fantasie grottesche, che si sviluppano lungo le lesene che incorniciano le figure. Anche qui, come negli angeli pisani, si avverte una tensione patetica nelle pose di alcune figure (Arcangelo Raffaele di Volterra, Beati Colombini e Vincenzi di Montenero), in contrasto con il crudo realismo di altre (il ritratto di Raffaele Maffei e il Beato Gherardo di Volterra). I lavori per il Monumento Maffei si protrassero a lungo, e furono terminati da Cosini dopo il suo primo soggiorno genovese (1530-1532), come attestano i due putti e il mascherone posti in cima ed eseguiti in stucco, tecnica con cui egli prese dimestichezza proprio a Genova, nelle decorazioni per Palazzo Doria a Fassolo, al fianco di Perin del Vaga. In seguito all'esperienza genovese, Cosini dovette rientrare a Firenze per un breve periodo, per coadiuvare Giovanni da Udine nelle decorazioni a stucco della volta della Sagrestia Nuova (1532). 
Periodo veneto
Nell'estate del 1532, prende casa a Pietrasanta insieme al fratello Vincenzo, ma già nel 1533 i due si trovano a Venezia, chiamati da Jacopo Sansovino per eseguire la propria tomba (oggi scomparsa). Ha inizio il periodo veneto, e particolarmente padovano, della carriera di Cosini (1533-1537). Per la Cappella dell'Arca, nella Basilica di Sant'Antonio di Padova, egli eseguì parte della decorazione a stucco del soffitto, e portò a compimento il rilievo marmoreo de Il marito geloso pugnala la moglie abbozzato dallo scultore padovano Giovanni Rubini. Negli stessi anni, eseguì, sempre in stucco, il rilievo di una Pietà per la facciata del Palazzo del Monte di Pietà Nuovo.
Tra Pietrasanta e la Liguria
Tornato a Pietrasanta nel 1538, dovette associarsi allo scultore Giovanni Angelo Montorsoli, anch'egli talento del cantiere della Sagrestia Nuova di Michelangelo. A questi anni risalgono il colossale ritratto in armatura di Andrea Doria, oggi  parzialmente distrutto e conservato presso Palazzo Ducale (Genova), alla cui esecuzione Cosini dovette partecipare per la decorazione della lorica d'ispirazione antica e simile ai trofei della Sagrestia; il rilievo dell'Arcadia per la Tomba di Jacopo Sannazaro, eseguito tra le cave carraresi e spedito alla Chiesa di Santa Maria del Parto a Mergellina a Napoli ; e alcuni interventi alla Chiesa di San Matteo (Genova). Tra il 1540 e il 1544, Cosini fu più volte a Savona, dove nel 1543 si insediò per un breve periodo, prima di dirigersi a Milano. Al periodo ligure, e savonese in particolare, risalgono l'Altare dello Spirito Santo e delle Reliquie, per la chiesa di San Lorenzo a Portovenere; la Presentazione della Vergine al Tempio, oggi nella Cattedrale di Nostra Signora Assunta (Savona); un tabernacolo eucaristico nel Palazzo Vescovile di Savona .  
Morte a Milano
Nel giugno del 1544, Cosini risulta operante nella fabbrica del Duomo di Milano. Qui scolpì il rilievo de Lo sposalizio della Vergine. Morì a Milano, il 16 dicembre 1545. 

## Opere
- Angelo - Cattedrale di Volterra (1521)
- Tomba di Antonio Strozzi - Santa Maria Novella, Firenze (1522-1526);
- Ornamento grottesco (capitelli, frontoni, fregio, trofei), Tomba di Lorenzo de' Medici duca di Urbino - Sagrestia Nuova, Basilica di San Lorenzo (Firenze) (1524);
- Monumento a Ruggero Minerbetti - Santa Maria Novella, Firenze (1527-1529);
- Angeli reggicandelabro  - Museo dell'Opera del Duomo (Pisa) (1528-1530);
- Monumento funebre di Raffaele Maffei - Chiesa di San Lino di Volterra (1529-1532);
- Altare - Santuario della Madonna delle Grazie di Montenero, Livorno (1530);
- Lesene grottesche - Altare De' Vicariis, Cattedrale di Salerno;
- Ornati - Villa del Principe a Genova (1530-32);
- Tomba di Jacopo Sansovino (perduta, 1533);
- Stucchi - Cappella dell'Arca, Basilica di Sant'Antonio di Padova (1533-1534);
- Il marito geloso pugnala la moglie - Cappella dell'Arca, Basilica di Sant'Antonio di Padova, (1533-1534);
- Pietà - facciata del Palazzo del Monte di Pietà Nuovo, Padova (1534);
- Ornati - chiesa di San Matteo a Genova (1538-1540);
- Arcadia - Tomba di Jacopo Sannazaro, Chiesa di Santa Maria del Parto a Mergellina, Napoli (1539-1540);
- Altare dello Spirito Santo e delle Reliquie - Chiesa di San Lorenzo a Portovenere;
- Presentazione della Vergine al Tempio - Cattedrale di Nostra Signora Assunta (Savona) (1540-1544);
- Tabernacolo eucaristico - Palazzo Vescovile, Savona (1540-1544);
- Sposalizio della Vergine - Duomo di Milano (1545).